# 抹赤别都温
抹赤别都温（蒙古语：Moči Bedü'ün），《元朝秘史》中记作抹赤别都温、倒温，《新元史》作别都温，13世纪初蒙古帝国将领，成吉思汗的千户长之一。
抹赤别都温出自朵儿边部族。其名“别都温”被认为源自乃蛮部的伯岳吾氏族，可能因其母系属于该氏族。据《元朝秘史》记载，铁木真与札木合决裂时，别都温归附铁木真麾下。1206年蒙古帝国建国时任命的千户长中，排列第68位的倒温被认为是抹赤别都温的音转。成吉思汗起初因抹赤别都温性情执拗，未任命其为千户长，后听闻他与“四狗”之一的忽必来交好，认为其与忽必来共同行动可堪信任，遂任命为千户长。《史集》中未提及抹赤别都温。